# باربوليس
بلدية باربوليس (بالإسبانية: Bárboles) هي بلدية تقع في مقاطعة سرقسطة التابعة لمنطقة أراغون شمال شرق إسبانيا.

## الديموغرافيا
بلغ عدد سكان بلدية باربوليس 326 نسمة عام 2011 (وفقاً للمعهد الوطني الإسباني للإحصاء).
| 317 | 330 | 318 | 310 | 324 | 352 | 326 |